# Reiseabenteuer
'Reiseabenteuer' (Avventure di viaggio) op. 227, è un valzer di Johann Strauss (figlio).
La prima edizione per pianoforte del valzer Reiseabenteuer di Johann Strauss, pubblicata dalla casa editrice Carl Haslinger agli inizi del 1860, mostrava in copertina due vignette: in una era rappresentata una carrozza trainata da cavalli rovesciata, mentre nell'altra si poteva vedere un piroscafo in balia di una violenta tempesta in mare aperto. Una terza vignetta, più piccola, raffigurava un violino ed un archetto. L'illustrazione col paesaggio marino, tuttavia, non fu un semplice frutto della fantasia dell'artista, ma faceva riferimento ad un fatto realmente accaduto al compositore durante il suo secondo viaggio in Russia, intrapreso nella primavera del 1857.
Strauss si congedò dal pubblico viennese con un concerto al Casinò Unger il 3 maggio 1857, subito dopo il quale si mise in viaggio per raggiungere la Russia (passando per la Germania) e aprire la stagione di concerti a Pavlosk. Il passaggio dalla Germania alla Russia venne effettuato via mare da Stettino (oggi Szczecin, in Polonia), attraversando il Mar Baltico e il Golfo di Finlandia per poi giungere al porto di Kronshtadt vicino a San Pietroburgo. Il 5 giugno il Fremden-Blatt informò i lettori viennesi a proposito del grande successo ottenuto da Strauss durante il suo primo concerto a Pavlovsk, aggiungendo anche che il compositore:
(Fremden-Blatt)
Johann stesso raccontò i movimentati eventi di quel viaggio in una lettera inviata ad Haslinger nel maggio 1857 da Pavlovsk:
(Johann Strauss)
Il valzer Reiseabenteuer nacque due anni dopo gli eventi sopra descritti e venne eseguito per la prima volta durante la quarta stagione concertistica di Strauss presso il Padiglione Vauxhall di Pavlovsk, durante l'estate 1859. Particolarmente degna di nota in questo lavoro è la coda, che rievoca il passaggio da Stettino a Kronštadt: in un breve ma vivace e drammatico pezzo descrittivo, Strauss immagina la tempesta e i rumori assordanti generati dai colpi delle onde sulla nave, mentre il vento e i lampi infuriano.
Non è possibile stabilire con certezza la data precisa in cui Strauss diede la prima del valzer, dinanzi al pubblico russo. Il compositore diresse la prima rappresentazione viennese del lavoro in un concerto pomeridiano nei Volksgarten il 20 novembre 1859, giorno in cui riapparve in pubblico dopo il ritorno dalla Russia. Il programma del concerto comprendeva ben cinque nuove composizioni che Strauss aveva scritto per il pubblico russo. Il giorno dopo il concerto nei Volksgarten, il 21 novembre, Johann scrisse in una lettera a Olga Smirnitskaja, la sua amata a Pavlovsk:
(Johann Strauss)
Georg Kraus, un orchestrale e copista dell'orchestra di Strauss, ricevette il compito di preparare la copia della partitura del valzer; Kraus completò il suo lavoro il 25 novembre e Haslinger mise in circolazione la partitura il 2 gennaio 1860. Lo stesso giorno, annunciando la pubblicazione del valzer, Der Zwischenakt commentò: